# El Canal del Fútbol
El Canal del Fútbol (también conocido como ECDF), es un canal de televisión por suscripción prémium ecuatoriano. Como su nombre lo indica, la programación se dedica exclusivamente al fútbol.

## Historia
A inicios de 2013, ECDF se lanzó como un portal web de streaming de pago para las transmisiones del Campeonato Ecuatoriano de Fútbol después de haber llegado a un acuerdo con los canales dueños de los derechos Gamavisión y TC Televisión por los próximos 5 años de contrato a partir de aquel año.
Durante comienzos de 2019, ECDF realizó pruebas de señal para su posterior lanzamiento como canal 24/7 inicialmente para los suscriptores de Xtrim TVCable, esto se debió a que la marca poseía los derechos de la Copa Ecuador que se emitía eventualmente en las plataformas digitales, posteriormente en 2020, el canal se convirtió en prémium como un impulso para las emisiones de la Clasificación de Conmebol para la Copa Mundial de Fútbol de 2022.

## Transmisiones

### Fútbol
- LigaPro Serie A
- LigaPro Serie B
- Súperliga Femenina de Ecuador
- Torneo Brasileirao
- Campeonato Paulista
- Copa del Rey
- Liga Profesional Saudí
- Copa Mundial de Fútbol (producida para Teleamazonas)
- Amistosos de la Selección de fútbol de Ecuador

### Básquet
- Liga ACB

### Eventos sudamericanos
- Clasificación de Conmebol para la Copa Mundial de Fútbol de 2026
- Copa América (producida para una cadena de TV abierta de Ecuador) (Teleamazonas-2019) (TC Televisión-2021) (Ecuavisa-2024)
- Torneo Preolímpico Sudamericano Sub-23
- Copa Libertadores de América Femenina

## Personalidades del canal
- Alberto Gómez
- Arturo Magallanes
- Carlos Usátegui
- Eduardo Hurtado
- Fernando Moncada
- Fricson George
- Gabriela Alcívar
- Germán Gallardo
- Israel Mosquera
- Isis Cleopatra Zurita
- Iván Hurtado
- Jaime Antonio Alvarado
- Jerry Robalino
- Joaquín Saavedra
- Jorge Villacís
- Kevin Suárez-Avilés
- Manuel García´
- María Belén Velasco
- María Guadalupe Arias
- María José Gavilanes
- Mercedes Chévez
- Michelle Yépez
- Nátali Masinari
- Oscar Portilla
- Rahab Villacrés
- Stalin Cobeña
- Walter Ruíz Jaén

## Programas
- ECDF UIO
- F de Fútbol
- Otra cosa
- La Banda
- Fútbol diversión
- Balón al aire
- Las reinas del balón
- Deliciosamente sano

## Locutores
- Bryan Acevedo (2023-presente)